# Mirch Masala
Mirch Masala (tj. Mieszanka chili, ang.Spices) to indyjski film z 1985 roku, w języku hindi w reżyserii Ketana Mehty, autora Maya Memsaab i Rebeliant. W rolach głównych Smita Patil, Naseeruddin Shah, Om Puri, Suresh Oberoi i Deepti Naval.

## Fabuła
Gudżarat. Lata 40. Czasy jeszcze kolonialne. W okolicach małej wioski pojawia się jak co roku poborca podatków z żołnierzami. Wioskę ogarnia przerażenie. Dysponujący bronią żołnierze rabują, straszą, bezkarni sięgają zarówno po inwentarz, jak i kobiety. Dowodzący nimi Subedar (Naseeruddin Shah) jest szczególnie brutalny. Śmieszy go sprawiana krzywda, cieszy czyjeś poniżenie. To człowiek przyjemności. Nawet w namiocie na pustkowiu dogadza sobie muzyką z zadziwiającego wszystkich gramofonu i przyprowadzanymi mu z wioski kobietami. Pewnego dnia w oko wpada mu rozpaczająca po wyjeździe męża Sobnai (Smita Patel). Samotna kobieta wydaje się być łatwym łupem, ale gdy Subedar wyciąga w jej stronę rękę, dostaje w twarz. Wściekły każe swoim żołnierzom ścigać Sobnai. Kobieta ukrywa się w fabryczce, w której kilkanaście kobiet przerabia chili. Ochronę jej zapewnia strażnik fabryki Abbu Miya (Om Puri). Subedar żąda od zarządzającego wioską Mukshi (Suresh Oberoi) wydania Sobnai. Inaczej grozi spaleniem wioski i zhańbieniem innych kobiet. Gdy przerażeni mężczyźni przyjmują jego warunki, Sobnai próbuje bronić zwołując kobiety z wioski żona Mukshi (Deepty Naval). W ostateczności, gdy żołnierze zaczynają atakować fabrykę, czci Sobnai broni tylko jeden mężczyzna stary muzułmanin Abbu Miya.

## Obsada
- Smita Patil – Sonbai
- Naseeruddin Shah – Subedar, poborca podatków
- Om Puri – strażnik  w fabryce chili Abu Miya
- Deepti Naval – Saraswati, żona Mukhiyi
- Suresh Oberoi – Mukhiya
- Ram Gopal Bajaj – właściciel fabryki chili
- Benjamin Gilani – Masterji, nauczyciel
- Mohan Gokhale – wieśniak
- Nina Kulkarni – robotnica w fabryce chili
- Harish Patel – Pandit
- Dina Pathak – Maanki, robotnica w fabryce chili
- Ratna Pathak – robotnica w fabryce chili
- Supriya Pathak – robotnica w fabryce chili
- Paresh Rawal – wieśniak

## Nagrody i nominacje
- główna nagroda dla reżysera na Międzynarodowym Festiwalu na Hawajach (Hawaii International Film Festival)
- nominacja dla reżysera do złotej nagrody na Międzynarodowym Festiwalu Filmowym w Moskwie
- BFJA Awards - dla najlepszego aktora drugoplanowego (Suresh Oberoi), dla najlepszej aktorki (Smita Patel), dla najlepszej aktorki drugoplanowej (Deepti Naval), za najlepszą choreografię, muzykę i reżyserię (Ketan Mehta).